# Пінья-де-Есгева
Пінья-де-Есгева (ісп. Piña de Esgueva) — муніципалітет в Іспанії, у складі автономної спільноти Кастилія-і-Леон, у провінції Вальядолід. Населення — 352 особи (2010).
Муніципалітет розташований на відстані близько 160 км на північ від Мадрида, 27 км на схід від Вальядоліда.

## Демографія
Динаміка населення (INE ):